# Valverde (Alfândega da Fé)
Valverde ist ein Ort und eine ehemalige Gemeinde (Freguesia) im portugiesischen Kreis Alfândega da Fé. In der Gemeinde lebten 108 Einwohner (Stand 30. Juni 2011).
Am 29. September 2013 wurden die Gemeinden Valverde, Eucísia und Gouveia zur neuen Gemeinde União das Freguesias de Eucísia, Gouveia e Valverde zusammengefasst.